# Pinerolese
Le Pinerolese est un vin italien de la région Piémont doté d'une appellation DOC depuis le 12 septembre 1996. Seuls ont droit à la DOC les vins récoltés à l'intérieur de l'aire de production définie par le décret. Les vignobles autorisés se situent en province de Turin dans les communes de Angrogna, Bibiana, Bobbio Pellice, Bricherasio, Buriasco, Campiglione-Fenile, Cantalupa, Cavour, Cumiana, Frossasco, Garzigliana, Inverso Pinasca, Luserna San Giovanni, Lusernetta, Macello, Osasco, Pinasca, Pinerolo, Perosa Argentina, Pomaretto, Porte Perrero, Pramollo, Prarostino, Roletto, Rorà, San Germano Chisone, San Pietro Val Lemina, San Secondo di Pinerolo, Torre Pellice, Villar Pellice et Villar Perosa ainsi que les communes Bagnolo Piemonte et Barge en province de Coni.

## Cépages
Les cépages les plus importants sont le barbera, le bonarda piemontese, le freisa, le dolcetto et le neretto di Bairo. Une spécialité de l'appellation constitue les cépages rares Avana, Avarengo et Doux d'Henry.

## Appellations, vins
Sous l’appellation, les vins suivants sont autorisés :
- Pinerolese rosso
- Pinerolese rosato
- Pinerolese Barbera
- Pinerolese Bonarda
- Pinerolese Freisa
- Pinerolese Dolcetto
- Pinerolese Doux d'Henry
- Pinerolese Ramie. Ce dernier doit être produit exclusivement avec des raisins provenant de vignobles situés sur le territoire communal de Pomaretto et de Perosa Argentina.